# La Rocque
La Rocque är en kommun i departementet Calvados i regionen Normandie i norra Frankrike. Kommunen ligger i kantonen Vassy som ligger i arrondissementet Vire. År 2018 hade La Rocque 85 invånare.

## Befolkningsutveckling
Antalet invånare i kommunen La Rocque
Referens:INSEE